# Kupcsok Samu
Kupcsok Samu (Breznóbánya, 1850. április 21. – Bakabánya, 1914. július 26.) flórakutató, tanító.

## Életrajza

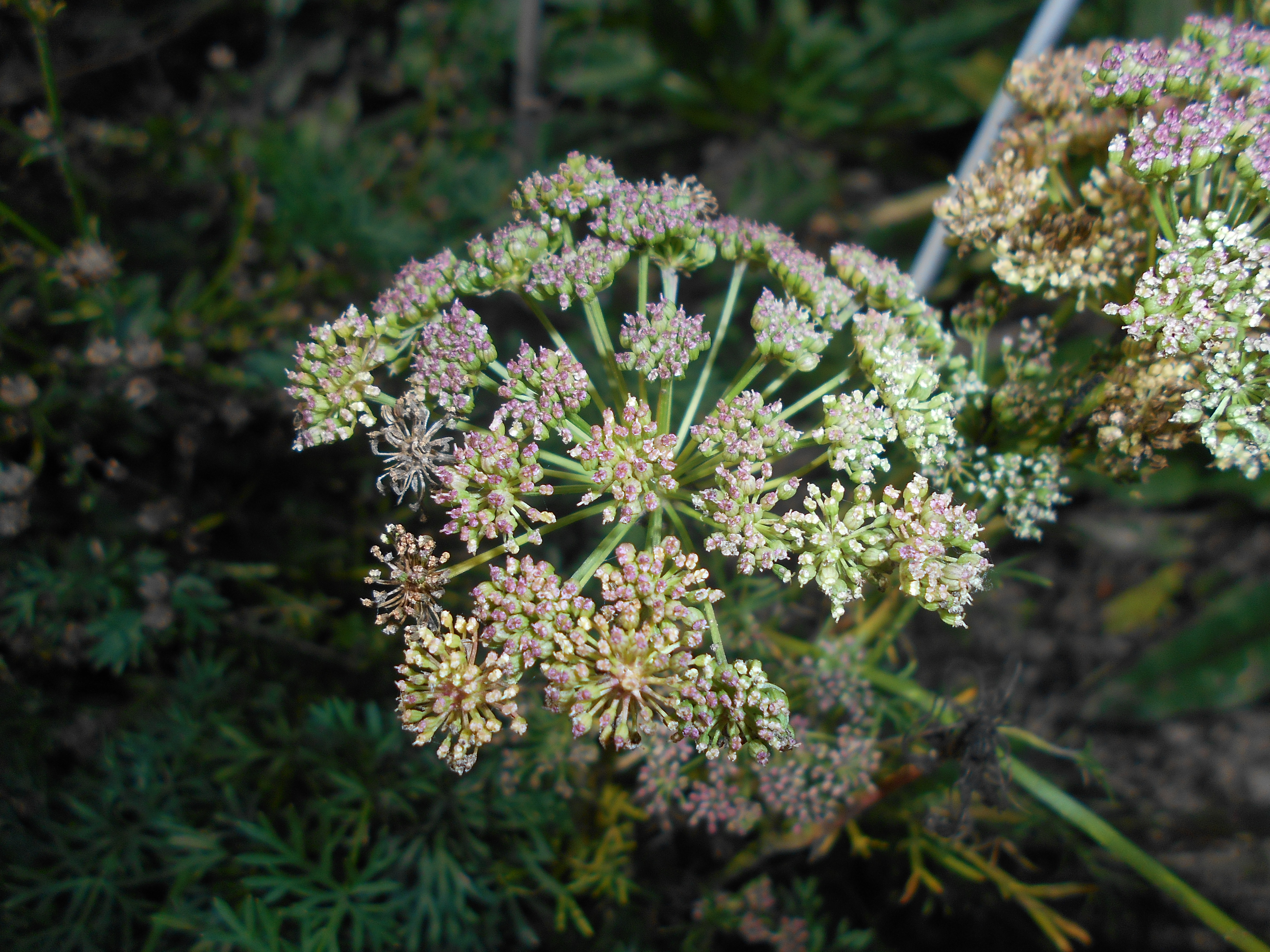
Homoki Gurbolya (Seseli annuum)

1850. április 21-én született a Besztercebányától keletre fekvő Breznóbányán. 1870-től haláláig Bakabányán tanított és itt is halt meg 64 évesen, 1914. július 26-án. 
18 éven át édesapjával nyaranta bejárták a Felvidék számos helyét, így Hont-, Bars-, Zólyom-, Gömör- és Liptó megyéket, ahol főképp a rózsákat és a szederféléket kutatta, majd az utolsó három évben Bács-Bodrog megye déli részét és Szlavóniát kutatta át. 
Újvidék, Szerémség, Fruska Gora környékének növényvilágát kutatva több ritkának számító növényt is leírt.
Néhány a Bács-Bodrog vármegyei útjai alkalmával leírt növények közül:
- Cicó (Thymelaea passerina)
- Vesszős füzény (Lyfhrum virgatum)

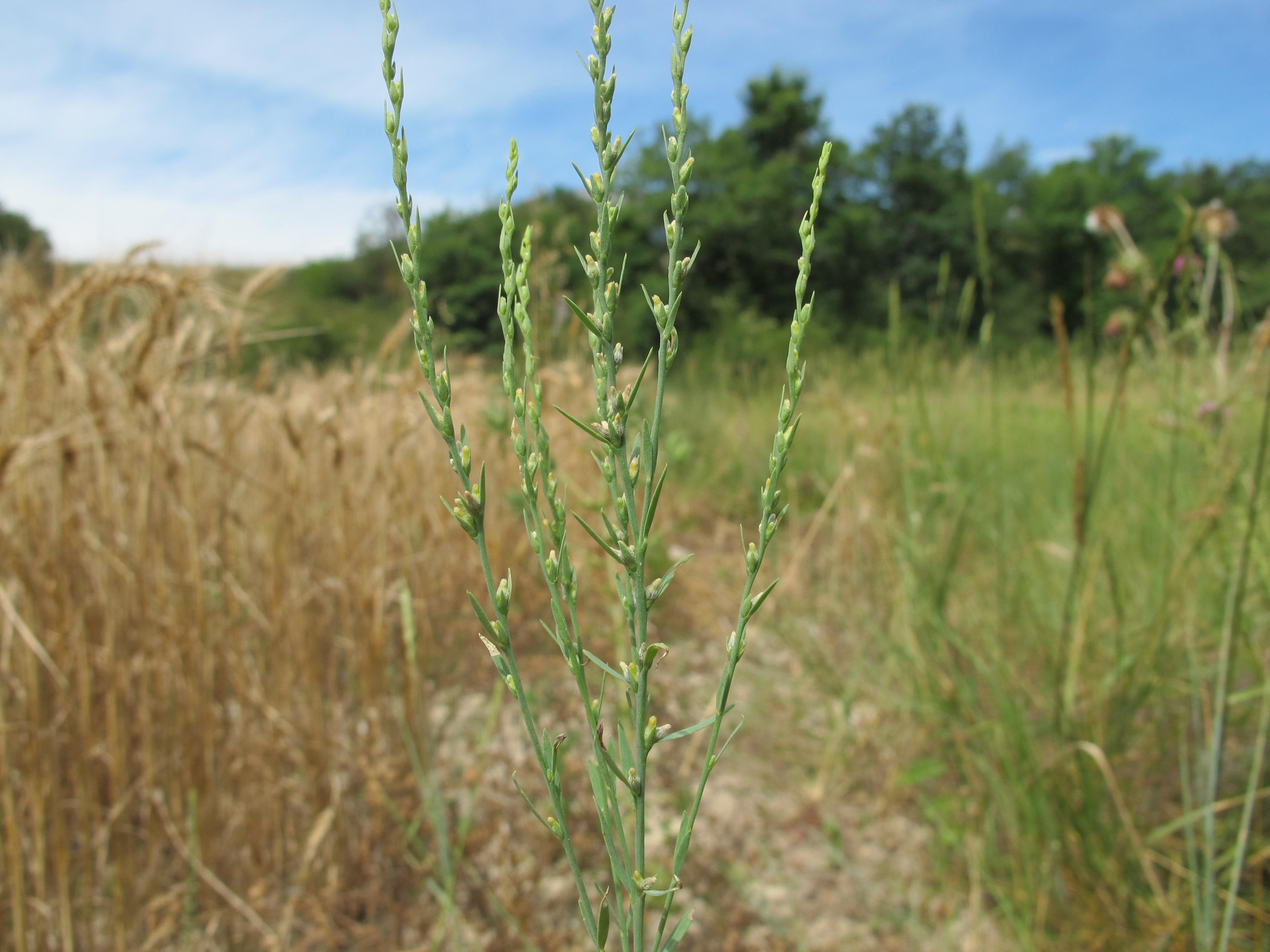
A magyarul Cicó néven, latinul Thymelaea passerina-nak nevezett növény

- Nagyvirágú laputurbolya (Orlaya grandiflora)
- Keskenylevelű békaborsó (Sium erectum) - a Ferenc-csatorna mentén.
- Homoki Gurbolya (Seseli annuum)
- Boglyos Kocsord (Peucedanum alasticum)
- Közönséges sarlófű (Falcaria vulgaris)

## Munkássága

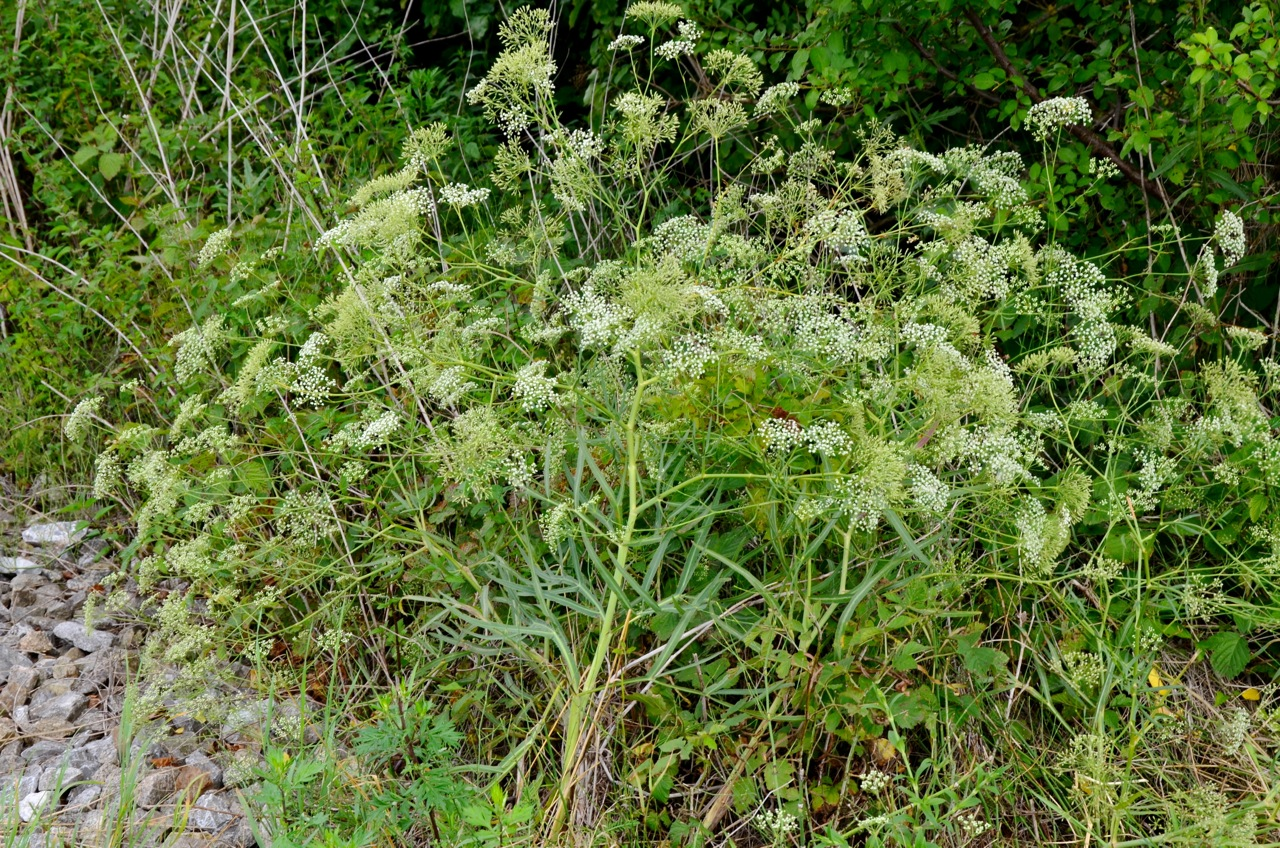
Közönséges sarlófű (Falcaria vulgaris)

- Főleg Észak-Magyarország flóráját kutatta, különösen jó ismerője volt a Rubus (szeder) nemnek. Költeményeket is írt. Munkái többnyire a Botanikai Közleményekben jelentek meg.

## Főbb művei
- Ujabb adatok Bakabánya és vidéke Rubusainak ismeretéhez. Botanikai Közlemények 9. évf. 5-9. sz. 1910.
- Adatok az Alacsony-Tátra flórájához. Botanikai Közlemények 1914.
- Kupcsok S. 1907: Adatok Bakabánya Rubusainak ismeretéhez. Magyar Botanikai Lapok 6: 239–267.
- Kupcsok S. és Kupcsok S. T. 1910: Újabb adatok Bakabánya és vidéke Rubusainak ismeretéhez. Magyar Botanikai Lapok 9: 199–275.